# Athena - Jeonjaeng-ui yeosin
Athena - Jeonjaeng-ui yeosin (아테나: 전쟁의 여신?, 아테나: 戰爭의 女神?, Atena - Jeonjaeng-ui yeosinLR; lett. "Atena - Dea della guerra"), anche nota con il titolo internazionale Athena: Goddess of War, è una serie televisiva sudcoreana trasmessa su SBS TV dal 13 dicembre 2010 al 21 febbraio 2011. Spin-off di Iris (2009), come quest'ultima è stata prodotta con un budget di 20 miliardi di won, risultando essere una delle serie coreane più costose di sempre dell'epoca.

## Trama
La Corea del Sud ha avviato un ambizioso programma nucleare per riunificare la penisola e rendere il paese un leader nella produzione di energia. Lee Jung-woo, un agente del NIS, viene assegnato all'agenzia antiterrorismo National Anti-Terror Service (NTS), incaricata di proteggere la tecnologia nucleare a qualunque costo, come nuova recluta, e durante la sua missione si ritrova ad affrontare un'organizzazione segreta nota con il nome di Athena, i cui membri si sono infiltrati nell'NTS.

## Personaggi e interpreti
- Lee Jung-woo, interpretato da Jung Woo-sung
- Son Hyeok, interpretato da Cha Seung-won
- Yoon Hye-in, interpretata da Soo Ae
- Han Jae-hui, interpretata da Lee Ji-ah
- Kim Gi-soo, interpretato da Kim Min-jong
- Kim Jun-ho, interpretato da Choi Si-won
- Park Cheol-young, interpretato da Kim Seung-woo
- Kim Seon-hwa, interpretata da Kim So-yeon

## Produzione

### Casting
Il casting per la serie si è rivelato complesso, in quanto il produttore Chung Tae-won desiderava rivolgersi al pubblico internazionale e assumere come protagonista un attore sulla cresta della hallyu come Lee Byung-hun, già protagonista di Iris. Sentendo però che nessuno avrebbe potuto eguagliarlo, Chung ha deciso di concentrarsi più sul pubblico coreano.
Alcuni attori di Iris sono apparsi anche in Athena: Lee Jung-gil (il Presidente della Corea del Sud Cho Myung-ho), Kim Seung-woo (il capo dei servizi segreti nordcoreani) e Kim So-yeon (Kim Seon-hwa delle forze di sicurezza nordcoreane).

### Riprese
Le riprese sono iniziate in Corea del Sud a fine giugno 2010. Nel mese di luglio la crew si è trasferita a girare in Italia per una ventina di giorni, visitando Vicenza, Padova e Belluno. A metà settembre sono volati nella prefettura di Tottori in Giappone per due settimane, ma le riprese si sono protratte in quanto l'attore Cha Seung-won ha avuto una sepsi a causa di un'intossicazione alimentare ed è stato ricoverato. È ritornato sul set a ottobre, in tempo per l'inizio delle riprese a Honolulu.